# 石田駿
石田 駿（いしだ しゅん、1997年5月27日 - ）は、神奈川県川崎市宮前区出身の元プロ野球選手（投手）。右投右打。NPBでは育成選手であった。

## 来歴

### プロ入り前
小学2年生から野球を始め、中学では軟式のクラブチーム、高津クラブドジャースでプレーした。
静清高校では、1年秋の新人戦に出場したが、その後は制球難に苦しみ、公式戦の登板機会が無かった。制球力向上のため、2年秋に横手投げに投球フォームを変更したが、それでもベンチ外が続いた。さらに、3年春には右足首を骨折したため、新人戦以降は公式戦の登板が無く卒業した。
九州産業大学進学後も、同学年の福森耀真や1学年後輩の岩田将貴など投手陣を擁し、石田自身も左肘を骨折したこともあり、公式戦では1度も登板機会が無く4年間を過ごした。しかし、4年生になるまでは直球の球速は140km/h程度だったが、4年の夏以降に体の使い方を変え、145km/h以上までアップした。大学卒業後は、知人の紹介でベースボール・チャレンジ・リーグ（ルートインBCリーグ）へ挑戦。栃木ゴールデンブレーブスに特別合格し、入団した。背番号は15。

### BCリーグ・栃木時代
2020年、6月26日の茨城アストロプラネッツ戦の8回に、高校1年時以来7年ぶりに公式戦に登板すると、この試合で最速150km/hを記録し、注目された。その後もリリーフの一角として32試合に登板し、31回で39奪三振、防御率3.48を記録した。
2020年10月26日に行われたドラフト会議では、東北楽天ゴールデンイーグルスから育成1位指名を受け、11月12日に支度金200万円、年俸240万円で入団に合意した。背番号は152。

### 楽天時代
2021年は、イースタン・リーグで13試合に登板したが、防御率11.12で、支配下登録とはならなかった。
2022年は、イースタン・リーグで10試合に登板したが、防御率7.00と結果を残せず、10月19日に、翌年の契約を行わないことが通告された。

### BCリーグ・茨城時代
2022年12月14日、BCリーグの茨城アストロプラネッツへの入団が発表された。BCリーグへは3年ぶりの復帰となる。シーズン開始前には、アリゾナ州のトラベリングチーム「アジアンブリーズ」に参加する。2023年、茨城では19試合に登板して1勝2敗の成績だった。

### BCリーグ・埼玉時代
2023年7月25日、同じリーグの埼玉武蔵ヒートベアーズへの移籍が発表された。埼玉では8試合に登板して勝敗は付かなかった。リーグチャンピオンシップでは2試合に登板し、うち9月17日の対信濃グランセローズ戦では7回から登板して8回に逆転を許す結果で敗戦投手となった。グランドチャンピオンシップでも火の国サラマンダーズと対戦した決勝戦に登板した。
11月15日の12球団合同トライアウトに参加し、2三振1四球の結果だった。
2024年シーズン終了後の9月25日に、任意引退での退団が発表された。

## 選手としての特徴・人物
サイドスローから最速153km/hの速球が武器。変化球はカットボール、カーブ、スプリット、シンカーがある。
栃木ゴールデンブレーブスの投手コーチ巽真悟は「球威がプロレベル。千賀や石川の球に感じていたが、サイドスローでは似た選手が思い浮かばない」と評する。トレーニングや技術面など巽から教わり、「ここまで成長できたのは巽さんのおかげ」と石田は感謝している。
憧れの選手は林昌勇で、動画を見て参考にしている。

## 詳細情報

### 独立リーグでの投手成績
| 年 度     | 球 団     | 登 板 | 先 発 | 完 投 | 完 封 | 無 四 球 | 勝 利 | 敗 戦 | セ 丨 ブ | ホ 丨 ル ド | 勝 率 | 打 者 | 投 球 回 | 被 安 打 | 被 本 塁 打 | 与 四 球 | 敬 遠 | 与 死 球 | 奪 三 振 | 暴 投 | ボ 丨 ク | 失 点 | 自 責 点 | 防 御 率 | W H I P |
| --------- | --------- | ----- | ----- | ----- | ----- | -------- | ----- | ----- | -------- | ----------- | ----- | ----- | -------- | -------- | ----------- | -------- | ----- | -------- | -------- | ----- | -------- | ----- | -------- | -------- | ------- |
| 2020      | 栃木      | 32    | 0     | 0     | 0     | 0        | 2     | 0     | 0        | -           | 1.000 | 136   | 31.0     | 18       | 0           | 23       | -     | 6        | 39       | 2     | 0        | 13    | 12       | 3.48     | 1.32    |
| 2023      | 茨城      | 19    | 0     | 0     | 0     | 0        | 1     | 2     | 0        | 0           | 0.333 | 90    | 19.1     | 18       | 1           | 8        | -     | 3        | 25       | 3     | 0        | 16    | 5        | 2.29     | 1.32    |
| 2023      | 埼玉      | 8     | 0     | 0     | 0     | 0        | 0     | 0     | 0        | 0           | 0.000 | 37    | 7.1      | 6        | 0           | 5        | -     | 4        | 6        | 1     | 0        | 4     | 4        | 4.91     | 1.50    |
| 2023      | '23計     | 27    | 0     | 0     | 0     | 0        | 1     | 2     | 0        | 0           | 0.333 | 127   | 26.2     | 24       | 1           | 13       | -     | 7        | 31       | 4     | 0        | 20    | 9        | 3.04     | 1.39    |
| 2024      | 埼玉      | 17    | 0     | 0     | 0     | 0        | 0     | 1     | 1        | -           | 0.000 | 74    | 15.2     | 11       | 0           | 14       | -     | 3        | 14       | 2     | 0        | 33    | 21       | 3.28     | 1.35    |
| 通算：3年 | 通算：3年 | 76    | 0     | 0     | 0     | 0        | 3     | 3     | 1        | -           | 0.500 | 337   | 73.1     | 53       | 1           | 50       | -     | 16       | 84       | 8     | 0        | 43    | 28       | 3.44     | 1.40    |

- 2024年シーズン終了時点。

### 背番号
- 15（2020年[5]、2023年 - 2024年）
- 152（2021年[7] - 2022年）

### 登場曲
- 『Wasted Nights』ONE OK ROCK（2021年 - ）[23][24]